# Pristimantis pecki
Pristimantis pecki es una especie de anfibio anuro de la familia Craugastoridae.

## Distribución
Esta especie habita:
- en Ecuador, en la provincia de Morona-Santiago, entre los 1550 y 1700 metros sobre el nivel del mar en la Cordillera del Cóndor y la Cordillera de Cutucú;
- en Perú en la región de Amazonas a unos 1138 m de altitud en la Cordillera del Cóndor.[4]

## Etimología
Esta especie lleva el nombre en honor a Robert McCracken Peck.

## Publicación original
- Duellman & Lynch, 1988 : Anuran amphibians from the Cordillera de Cutucu, Ecuador. Proceedings of the Academy of Natural Sciences of Philadelphia, vol. 140, n.º 2, p. 125-142.[5]